# Juan Antonio Martínez
Pour les articles homonymes, voir Martínez.
Juan Antonio Martínez (? - 30 avril 1854), est un homme d'État, président par intérim du Guatemala du 16 août au 28 novembre 1848.